# Sidérations
Sidérations (titre original : Bewilderment) est un roman de l'écrivain américain Richard Powers publié aux États-Unis le 21 septembre 2021 et paru en français le lendemain, le 22 septembre 2021, chez Actes Sud. Il constitue la suite de L'Arbre-monde, paru en 2018, qui a remporté le prix Pulitzer de la fiction l'année suivante.

## Historique du roman
Lors de sa parution en français le roman est tiré par Actes Sud à 50 000 exemplaires.

## Accueil de la critique
À sa parution dans l'espace anglophone, le livre reçoit une critique mitigée du New York Times qui qualifie le roman de « salut écologique » à la « sentimentalité âpre » mais « trop doux, sucré et démesuré dans sa piété envers la nature » et plus positive du Guardian qui y voit une « tendre romance familiale de science-fiction ».

## Éditions
- (en) Bewilderment, W. W. Norton & Company, 2021  (ISBN 978-0-393-88114-1), 288 p.
- Sidérations, trad. Serge Chauvin, Actes Sud, 2021  (ISBN 978-2-330-15318-2), 400 p.[4]